# Lusaca (distrito)
Lusaca ou Lusaka é um distrito da Zâmbia localizado na província de Lusaca. Sua sede é Lusaca, a capital do país.